# Dačice
Dačice (en allemand : Datschitz) est une ville du district de Jindřichův Hradec, dans la région de Bohême-du-Sud, en République tchèque. Sa population s'élevait à 7 228 habitants en 2024.

## Géographie
Dačice est arrosée par la Thaya morave (en tchèque : Moravská Dyje) et se trouve à 33 km à l'est-sud-est de Jindřichův Hradec, à 71 km à l'est-nord-est de České Budějovice et à 133 km au sud-sud-est de Prague.
La commune est limitée par Volfířov, Kostelní Vydří, Zadní Vydří et Černíč au nord, par Hříšice, Budíškovice et Dobrohošť à l'est, par Staré Hobzí, Cizkrajov et Peč au sud, et par Český Rudolec à l'ouest.

## Histoire
La première mention écrite de la localité date de 1183.
C'est dans cette ville que la première raffinerie de sucre a été construite en 1841. Le premier morceau de sucre créé dans le monde a été breveté ici par Jacob Kristoph Rad, en 1843. Un monument en granit, situé devant le clocher de l'église paroissiale, commémore cette invention.
Un château de style Empire est construit en 1831 qui appartint à la maison de Dalberg, puis par alliance à la maison de Salm qui en fut expulsée en 1945 lors de l’expulsion des Allemands de Tchécoslovaquie après la Seconde Guerre mondiale.

## Galerie

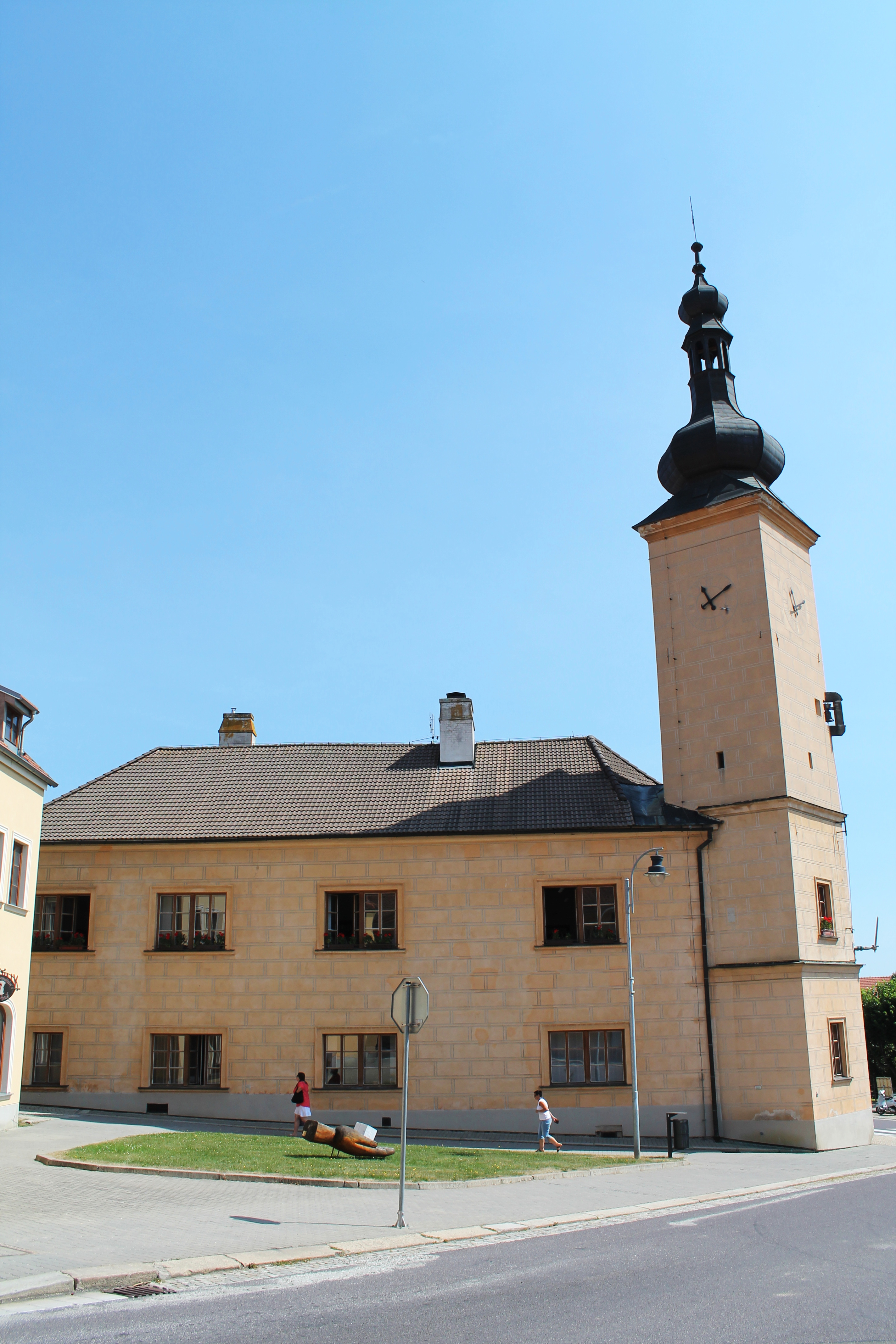
L'hôtel de ville.
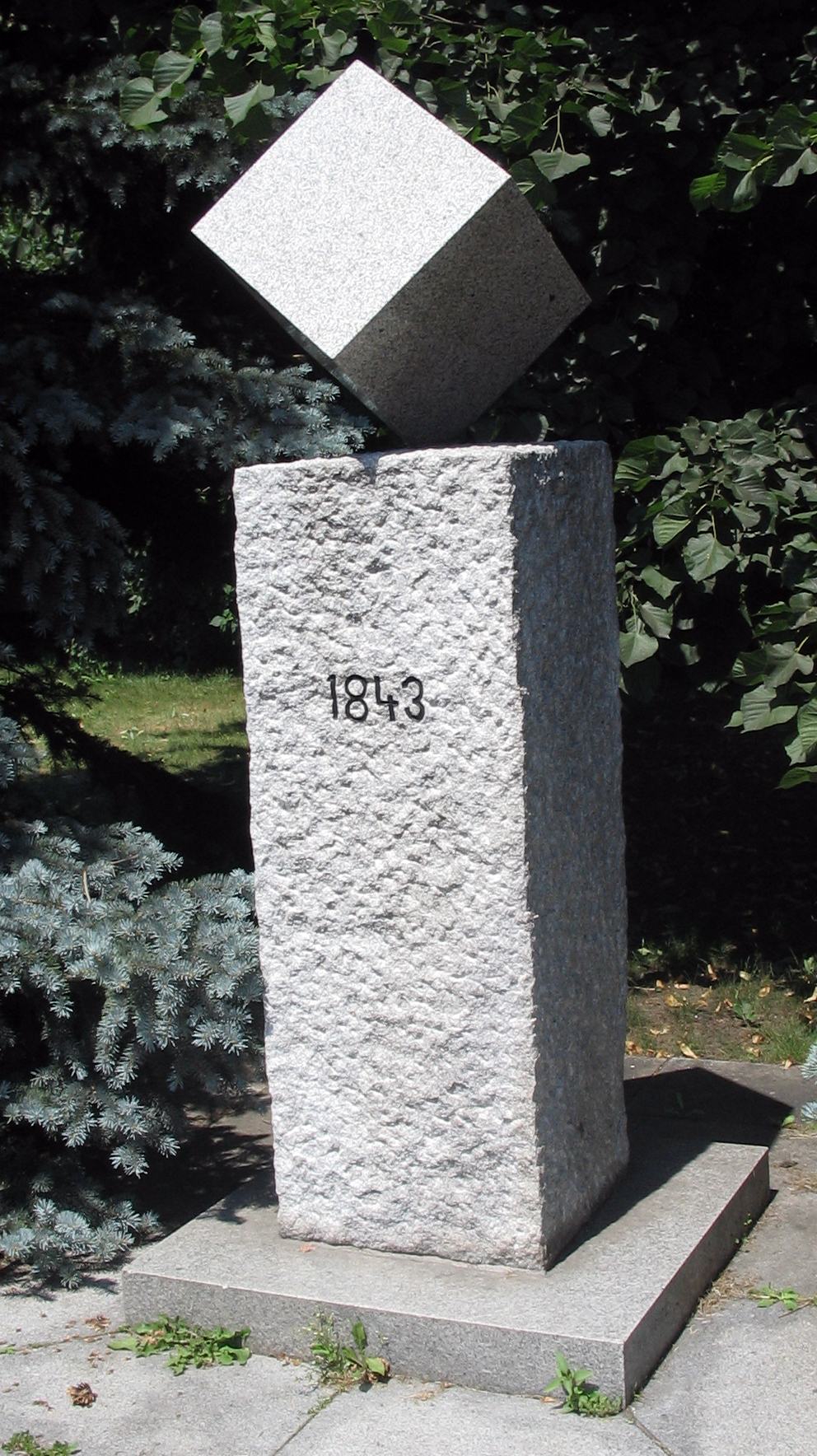
Monument dédié au premier morceau de sucre.
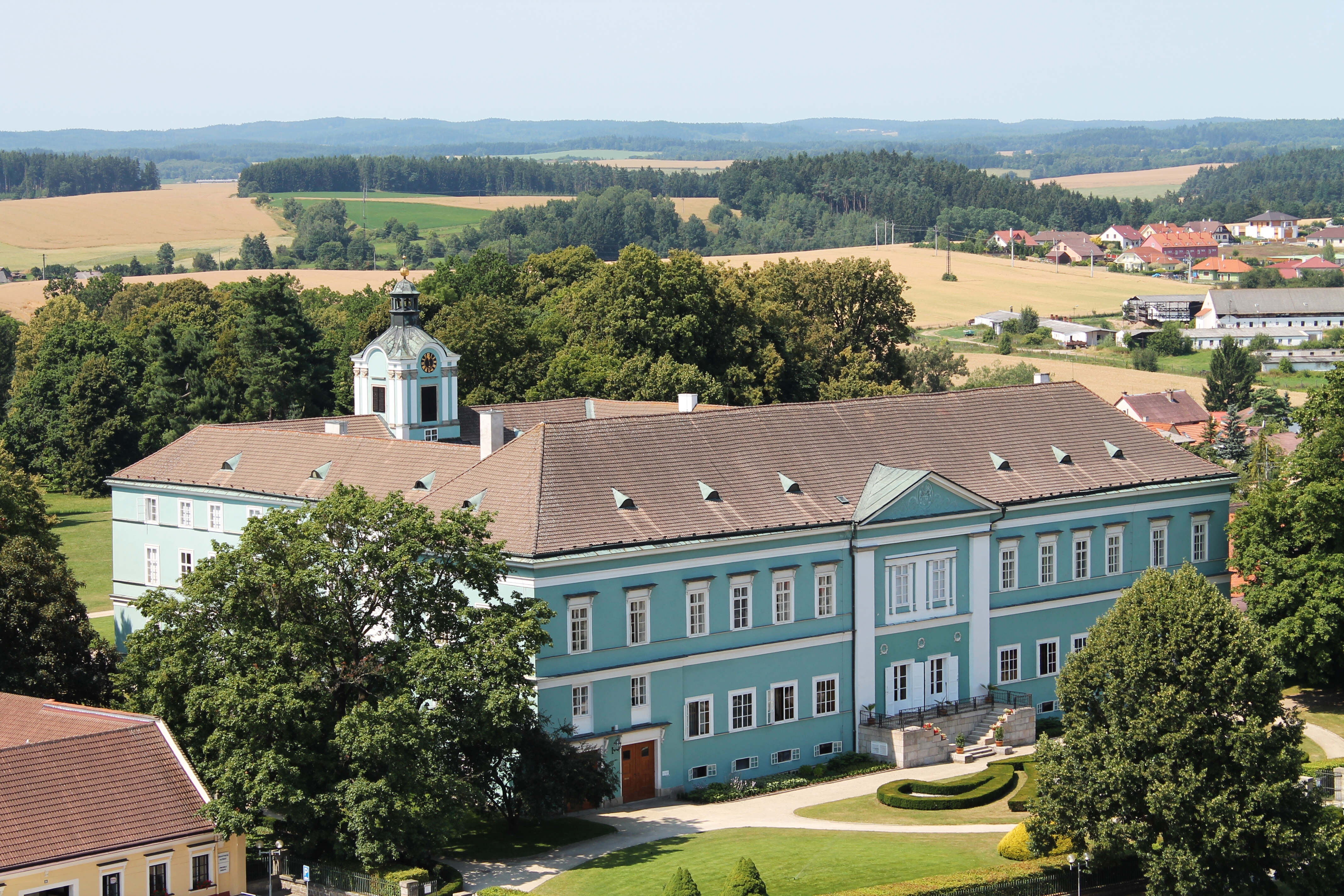
Château de Dačice.

## Jumelages
- Groß-Siegharts (Autriche)
- Urtenen-Schönbühl (Suisse)